# موريس غريس
موريس غريس (بالإنجليزية: Maurice Grace)‏ هو مجدف أسترالي، ولد في 8 مايو 1929، وتوفي في 19 ديسمبر 2015.

## وصلات خارجية
- موريس غريس على موقع الاتحاد الدولي للتجديف (الإنجليزية)
- موريس غريس على موقع أوليمبيديا (الإنجليزية)
- موريس غريس على موقع اللجنة الأولمبية الأسترالية (الإنجليزية)